# پرساتوویر
پرساتوویر (انگلیسی: Presatovir) (GS-5806) یک داروی ضد ویروسی است که به عنوان درمانی برای ویروس سن‌سی‌شیال تنفسی ساخته شده است. این دارو به عنوان یک مهارکننده نفوذ ویروس عمل می‌کند و نتایج امیدوارکننده‌ای را در آزمایش‌های بالینی فاز II نشان داده است.